# Altenkirchen (distrito)
Altenkirchen é um distrito (kreis ou landkreis) da Alemanha localizado no estado da Renânia-Palatinado.

## Demografia
Evolução da população:
| - 1815 – 26.860 - 1835 – 35.208 - 1871 – 48.653 - 1905 – 72.370 - 1939 – 90.557 - 1950 – 101.099 | - 1961 – 112.396 - 1965 – 118.109 - 1970 – 121.181 - 1975 – 122.066 - 1980 – 122.618 - 1985 – 120.648 | - 1987 – 120.757 - 1990 – 126.489 - 1995 – 134.993 - 2000 – 137.223 - 2005 – 136.425 - 2007 – 134.912 |

## Cidades e Municípios

Mapa do distrito de Altenkirchen

| Verbandsgemeinden | Verbandsgemeinden | Verbandsgemeinden |
| --- | --- | --- |
| - 1. Verbandsgemeinde Altenkirchen 1. Almersbach 2. Altenkirchen1, 2 3. Bachenberg 4. Berod bei Hachenburg 5. Birnbach 6. Busenhausen 7. Eichelhardt 8. Ersfeld 9. Fiersbach 10. Fluterschen 11. Forstmehren 12. Gieleroth 13. Hasselbach 14. Helmenzen 15. Helmeroth 16. Hemmelzen 17. Heupelzen 18. Hilgenroth 19. Hirz-Maulsbach 20. Idelberg 21. Ingelbach 22. Isert 23. Kettenhausen 24. Kircheib 25. Kraam 26. Mammelzen 27. Mehren 28. Michelbach 29. Neitersen 30. Obererbach 31. Oberirsen 32. Oberwambach 33. Ölsen 34. Racksen 35. Rettersen 36. Schöneberg 37. Sörth 38. Stürzelbach 39. Volkerzen 40. Werkhausen 41. Weyerbusch 42. Wölmersen | - 2. Verbandsgemeinde Betzdorf 1. Alsdorf 2. Betzdorf1, 2 3. Grünebach 4. Scheuerfeld 5. Wallmenroth - 3. Verbandsgemeinde Daaden 1. Daaden1 2. Derschen 3. Emmerzhausen 4. Friedewald 5. Mauden 6. Niederdreisbach 7. Nisterberg 8. Schutzbach 9. Weitefeld - 4. Verbandsgemeinde Flammersfeld 1. Berzhausen 2. Bürdenbach 3. Burglahr 4. Eichen 5. Eulenberg 6. Flammersfeld1 7. Giershausen 8. Güllesheim 9. Horhausen 10. Kescheid 11. Krunkel 12. Niedersteinebach 13. Oberlahr 14. Obernau 15. Obersteinebach 16. Orfgen 17. Peterslahr 18. Pleckhausen 19. Reiferscheid 20. Rott 21. Schürdt 22. Seelbach 23. Seifen 24. Walterschen 25. Willroth 26. Ziegenhain | - 5. Verbandsgemeinde Gebhardshain 1. Dickendorf 2. Elben 3. Elkenroth 4. Fensdorf 5. Gebhardshain1 6. Kausen 7. Malberg 8. Molzhain 9. Nauroth 10. Rosenheim 11. Steinebach/Sieg 12. Steineroth - 6. Verbandsgemeinde Hamm 1. Birkenbeul 2. Bitzen 3. Breitscheidt 4. Bruchertseifen 5. Etzbach 6. Forst 7. Fürthen 8. Hamm (Sieg)1 9. Niederirsen 10. Pracht 11. Roth 12. Seelbach bei Hamm - 7. Verbandsgemeinde Kirchen 1. Brachbach 2. Friesenhagen 3. Harbach 4. Kirchen1, 2 5. Mudersbach 6. Niederfischbach - 8. Verbandsgemeinde Wissen 1. Birken-Honigsessen 2. Hövels 3. Katzwinkel 4. Mittelhof 5. Selbach 6. Wissen1, 2 |
| 1sede do Verbandsgemeinde; 2cidade | | |